# Блестящий синий FCF
Блестящий синий FCF — синтетическое органическое соединение, используемое в основном в качестве синего пищевого красителя для обработанных пищевых продуктов, лекарств, пищевых добавок и косметики. Он классифицируется как триарилметановый краситель и известен под разными названиями, такими как FD&C Blue No. 1. Он обозначается номером E133 и имеет цветовой индекс 42090. Внешне Блестящий синий FCF имеет вид синего порошка и растворим в воде и глицерине с максимальным поглощением около 628 нм. Это одна из старейших красящих добавок, одобренных FDA, которая признана нетоксичной и безопасной.

## Производство
Блестящий синий FCF представляет собой синтетический краситель, полученный путём конденсации 2-формилбензолсульфоновой кислоты и соответствующего анилина с последующим окислением.
Обычно используется динатриевая соль, которая имеет CAS-номер 2650-18-2. Также в качестве пищевой добавки разрешено использовать соли кальция и калия. Они также выглядят как синий порошок и растворимы в воде и глицерине. Химическая формула красителя — {\displaystyle \mathrm {C} _{37}\mathrm {H} _{34}\mathrm {N} _{2}\mathrm {Na} _{2}\mathrm {O} _{9}\mathrm {S} _{3}}.
Было предпринято много попыток найти природные красители аналогичного цвета, которые были бы столь же стабильны, как Блестящий синий FCF. Синие пигменты должны обладать многими химическими свойствами, включая сопряжение пи-связи, ароматические кольца, гетероатомы и группы гетероатомов, а также ионные заряды, чтобы поглощать низкоэнергетический красный свет. Большинство природных синих красителей либо нестойки, синеют только в щёлочных условиях, либо токсичны; хорошими кандидатами для дальнейших исследований по использованию в качестве натуральных красителей являются производные антоцианов и трихотомина. Не найдено замены Блестящему синему FCF для использования в безалкогольных напитках.

## Применение

### Пищевая промышленность
Блестящий синий FCF зарегистрирован в качестве пищевой добавки с номером Е133 и используется для окрашивания газированных напитков, продуктов питания и лекарств. Он часто используется в мороженом и сладостях. Чтобы получить оттенки зелёного, фиолетового или коричневого, бриллиантовый синий FCF смешивают с другими красителями, например, с тартразином (E102) для получения оттенков зелёного.
В настоящее время E133 является разрешённым федеральным законодательством согласно национальному стандарту РФ: ГОСТ Р 52481-2005 «Красители пищевые. Термины и определения» (утверждено приказом Ростехрегулирования от 29 декабря 2005 г. № 503-СТ).

### Бытовая химия
Блестящий синий FCF используется в жидких поверхностно-активных веществах (моющих средствах, кондиционеров для белья), а также в жидкости для полоскания рта, гелевой зубной пасте и парфюмерии. Также входит в состав кремов, шампуней и другой косметической продукции.

### Медицина
Блестящий синий FCF и подобные красители, такие как Блестящий синий G, являются ингибиторами пуринергических рецепторов, ответственных за воспалительные процессы и другие клеточные процессы.
Учёные, которые проводили in vivo исследования соединений для уменьшения тяжести воспаления после травмы спинного мозга, ранее тестировали соединение под названием OxATP для блокирования ключевого рецептора АТФ в спинномозговых нейронах. Однако OxATP имеет токсические побочные эффекты и должен вводиться непосредственно в спинной мозг; при поиске альтернатив они отметили, что Бриллиантовый синий FCF имеет аналогичную структуру. Это побудило их испытать родственный краситель — Бриллиантовый синий G (также известный как бриллиантовый синий кумасси) на крысах, который улучшал восстановление после травмы спинного мозга, временно делая его участки синими.
При оценке отмытых тромбоцитов человека с помощью турбидиметрии было обнаружено, что Бриллиантовый синий FCF влияет на агрегацию тромбоцитов, блокируя каналы Panx1. Эти ингибирующие эффекты на вызванное коллагеном изменение формы и максимальную агрегацию проявлялись при высоких (1 мМ) концентрациях красителя, но не при более низких концентрациях (100 μM). Эффективная концентрация 1 mM в 1,59 раза превышает максимально допустимую концентрацию Бриллиантового синего FCF в продуктах в примерно 0,63 mM, согласно данным Европейского агентства по безопасности продуктов питания (EFSA).
Учёные проводят исследования, чтобы лучше понять влияние Бриллиантового синего FCF на эксплантацию венозного трансплантата. Бриллиантовый синий FCF блокирует пуринергические рецепторы, ограничивая пролиферацию клеток, что может привести к гиперплазии интимы. Эффекты Бриллиантового синего FCF тестировали на клетках аорты крыс. Было обнаружено, что Бриллиантовый синий FCF оказывает положительное влияние на ограничение развития гиперплазии интимы после процедуры венозного трансплантата.

## Безопасность
Бриллиантовый синий FCF является одобренным пищевым красителем и фармакологически неактивным веществом для лекарственных форм в Европейском союзе и США. Он также является разрешённым веществом во множестве стран мира. Краситель способен вызывать аллергические реакции у людей с уже существующей бронхиальной астмой средней степени тяжести. В 2003 году Управление по санитарному надзору за качеством пищевых продуктов и медикаментов (FDA) выпустило рекомендацию по общественному здравоохранению, чтобы предупредить медицинских работников о потенциальной токсичности этого синтетического красителя в растворах для энтерального питания. В Европейском союзе и в большинстве стран действуют следующие допустимые нормы: 150–300 мг/кг в зависимости от типа пищи. Предел безопасности для пищевых продуктов и лекарств составляет 0,1 мг/кг массы тела в день. Объединённый экспертный комитет ФАО/ВОЗ по пищевым добавкам (JECFA) установил допустимое суточное потребление (ДСП) в количестве 6 мг/кг массы тела для красителя в качестве пищевой добавки. В 2013 году Европейское агентство по безопасности продуктов питания (EFSA) постановило о безопасности использования Е133 в качестве кормовой добавки для собак и кошек. 

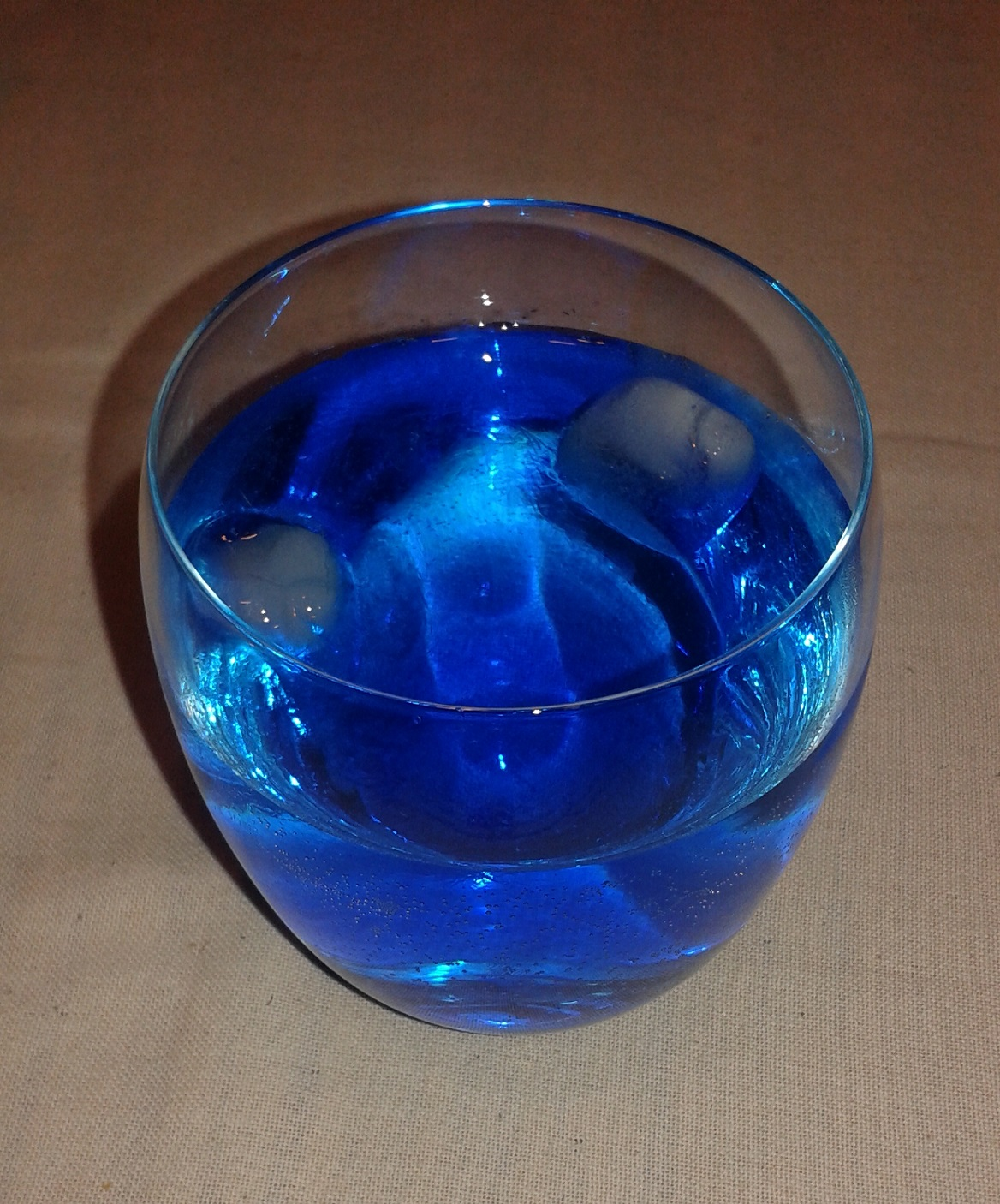
Водка, подкрашенная Бриллиантовым синим FCF
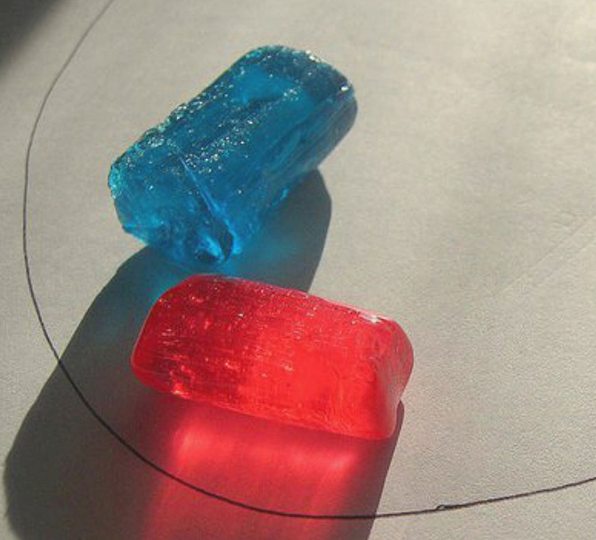
Синие и красные конфеты Jolly Rancher. Синий цвет конфет обеспечивается красителем Е133
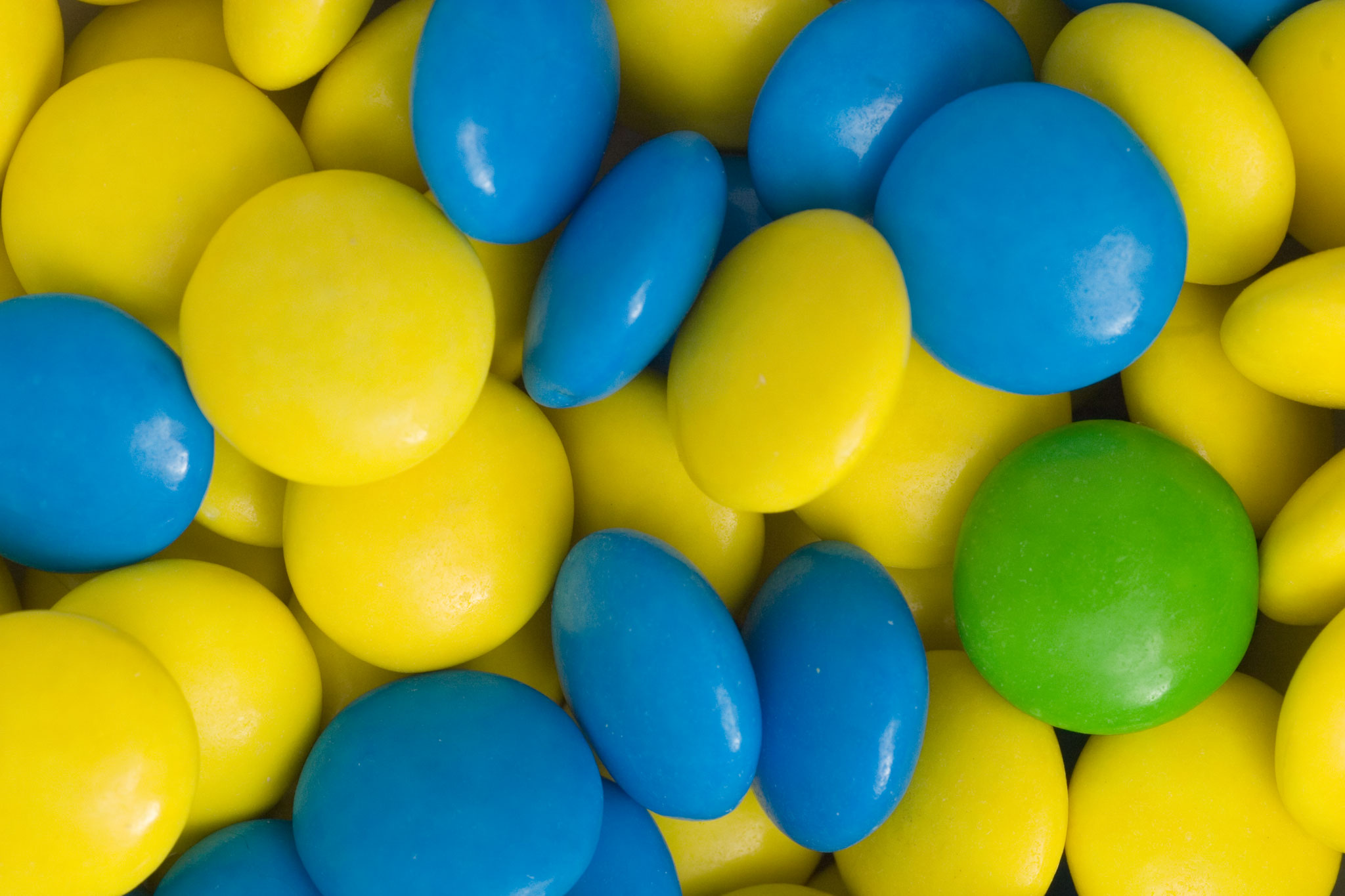
Конфеты Smarties в Великобритании. До 2008 года синие конфеты подкрашивались Е133, пока краситель не был заменён спирулиной
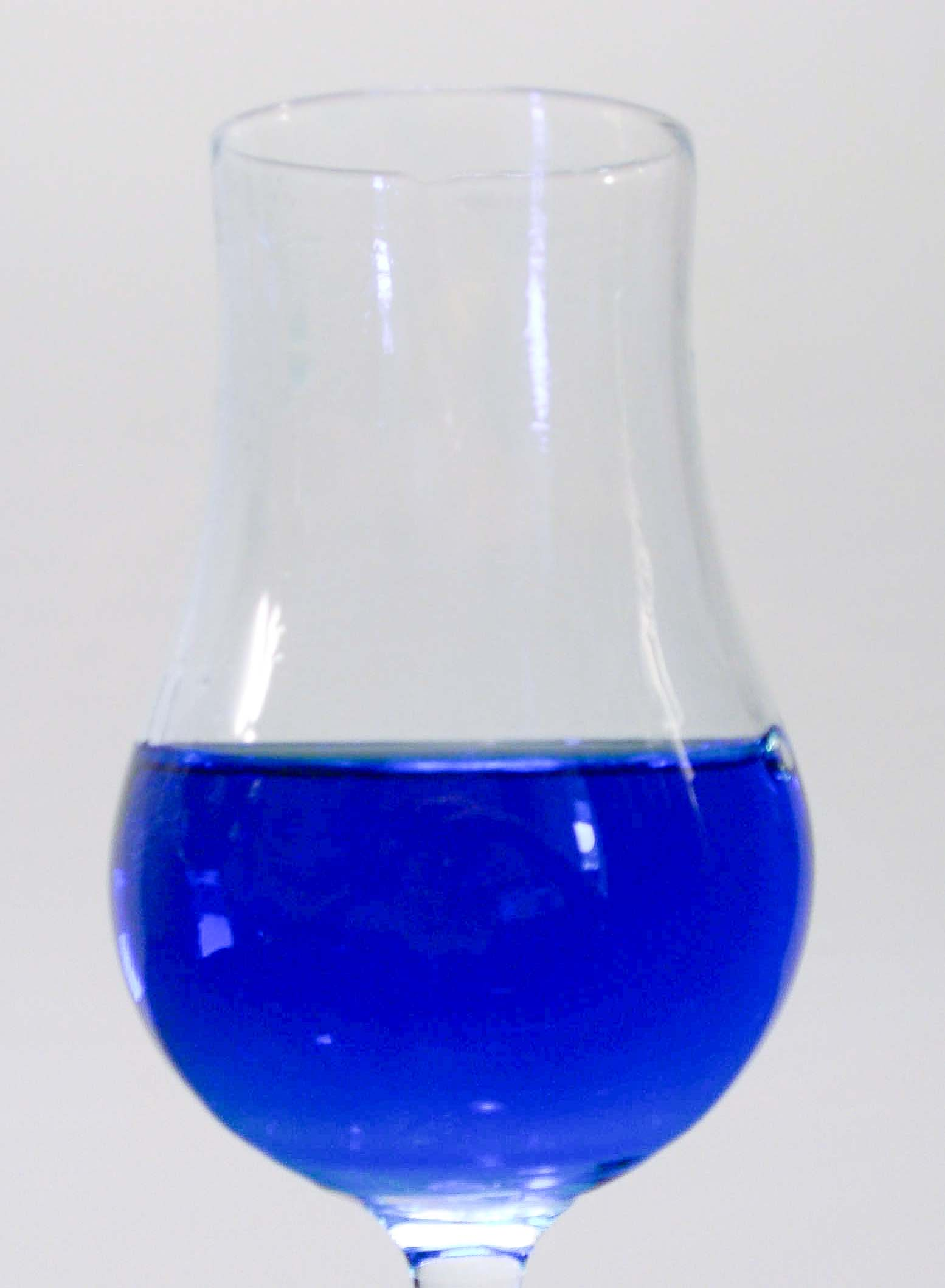
Растворённый в воде краситель Е133
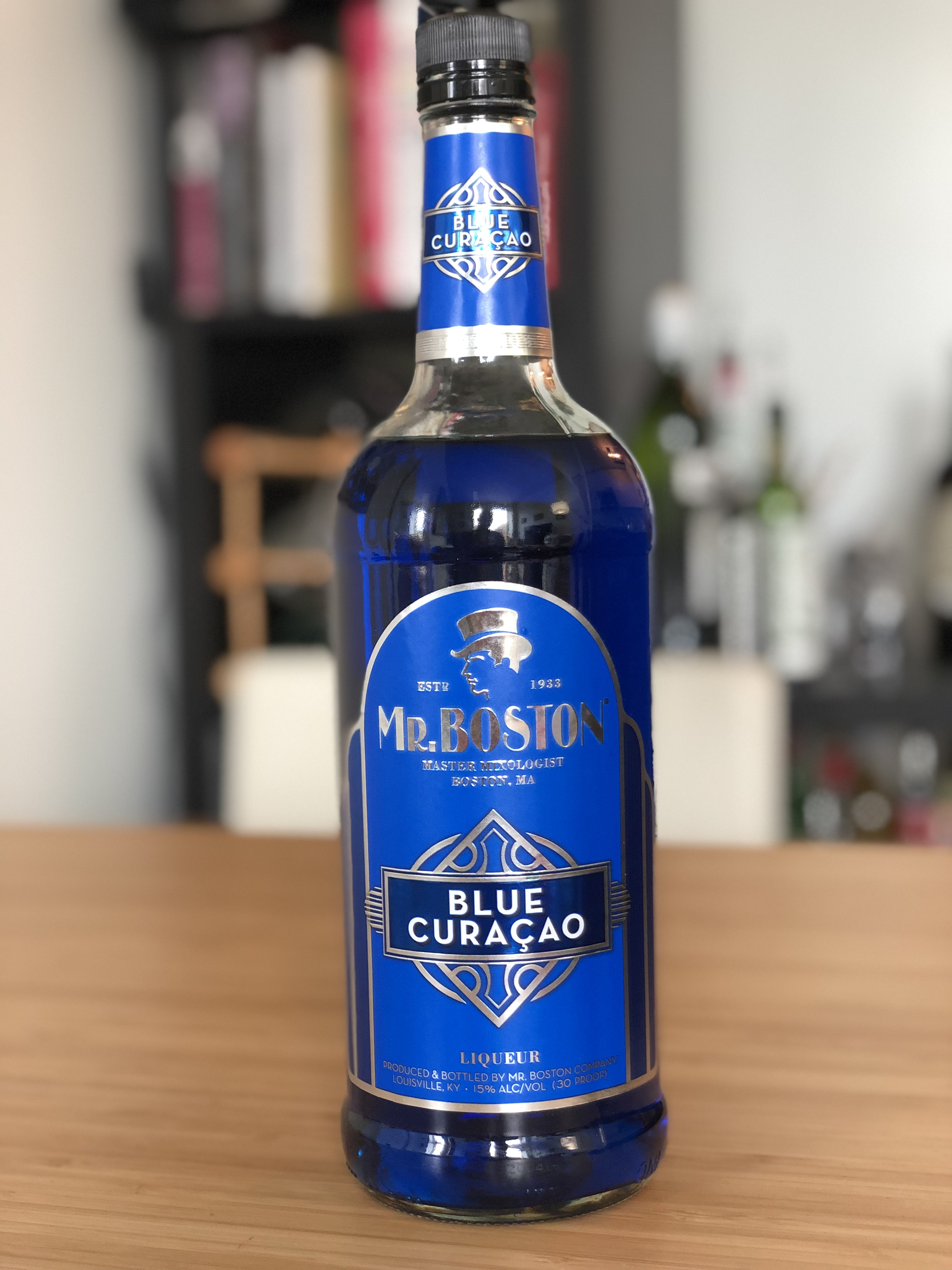
Спиртной напиток Mr. Boston обязан своим ярко-синим цветом красителю Е133